# Quận Leon, Texas
Quận Leon (tiếng Anh: Leon County) là một quận trong tiểu bang Texas, Hoa Kỳ. Quận lỵ đóng ở thành phố Centerville, Texas|Centerville]]  6. Theo kết quả điều tra dân số năm  2000 của Cục điều tra dân số Hoa Kỳ, quận có dân số 15.335 người 2.